# Gaetano Savi
Gaetano Savi, född 13 juni 1769 i Florens, död 28 april 1844 i Pisa, var en italiensk botaniker.
Savi var professor i Pisa och föreståndare för därvarande botaniska trädgård. Han författade ett stort antal skrifter, mest av floristiskt innehåll. Han var från 1816 korresponderande ledamot av Vetenskapsakademien i Stockholm.
Auktorsnamnet Savi kan användas för Gaetano Savi i samband med ett vetenskapligt namn inom botaniken; se Wikipediaartiklar som länkar till auktorsnamnet.